# Red Televisión Color 2
Red Televisión Color 2 fue la señal secundaria de La Red, de emisión exclusiva hacia el interior de Uruguay y únicamente a través del sistema de TV cable para zonas rurales TDH, de la misma propiedad que la cadena abierta. Nació en 1999 y cerró sus transmisiones alrededor del año 2000.

## Programación
A diferencia del canal principal, Red Televisión Color 2 se restringía solo a transmitir eventos deportivos diversos nacionales e internacionales, entre los que se destacaba el fútbol.

## Logotipos

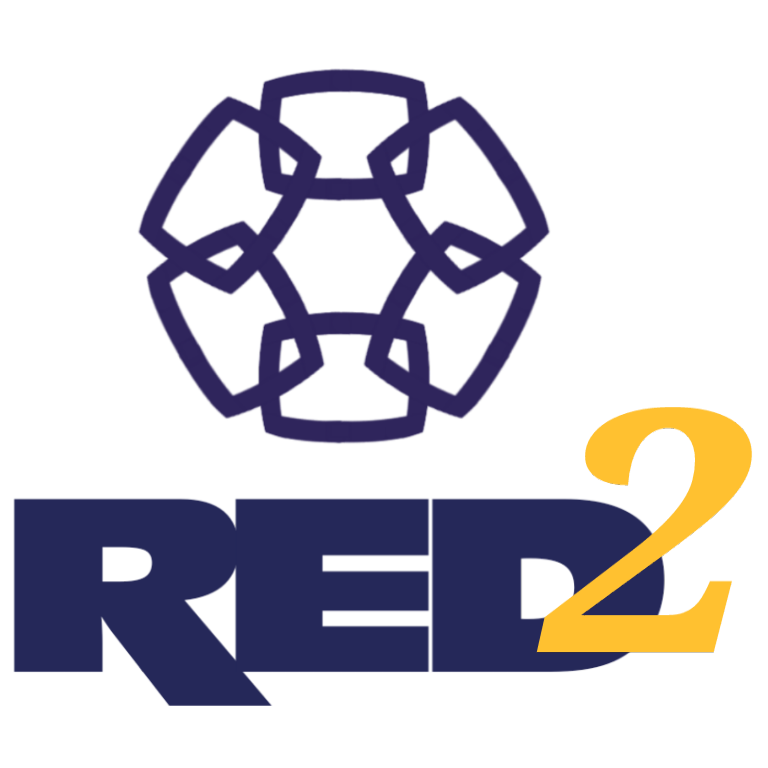
1999 hasta su cierre

## Eslóganes
- 1999-2000: Todo el fútbol y lo mejor del deporte